# Har ‘Aẕmon
Har ‘Aẕmon (hebreiska: הר עצמון) är ett berg i Israel.   Det ligger i distriktet Norra distriktet, i den norra delen av landet. Toppen på Har ‘Aẕmon är 533 meter över havet, eller 143 meter över den omgivande terrängen. Bredden vid basen är 2,2 km.
Terrängen runt Har ‘Aẕmon är kuperad åt nordost, men åt sydväst är den platt.Runt Har ‘Aẕmon är det ganska tätbefolkat, med 80 invånare per kvadratkilometer. Närmaste större samhälle är Nasaret, 14,3 km söder om Har ‘Aẕmon. Trakten runt Har ‘Aẕmon består till största delen av jordbruksmark.